# Saint-Maurice-lès-Couches
Saint-Maurice-lès-Couches är en kommun i departementet Saône-et-Loire i regionen Bourgogne-Franche-Comté i östra Frankrike. Kommunen ligger i kantonen Couches som tillhör arrondissementet Autun. År 2022 hade Saint-Maurice-lès-Couches 177 invånare.

## Befolkningsutveckling
Antalet invånare i kommunen Saint-Maurice-lès-Couches
| Referens: INSEE |